# Mate Balota
Il Mate Balota è un traghetto locale della Jadrolinija.
La nave è stata costruita nel 1988, a Porto Re.
La nave ha una capacità di trasporto di 440 persone e 50 automobili e può raggiungere la velocità di 11 nodi.
La nave opera sulla linea Valbisca - Smergo.
Il nome della nave riprende quello di un poeta ed economista croato, Mate Balota il cui vero nome è Mijo Mirković.